# Elimination Chamber (2018)
Elimination Chamber (2018) foi um evento de luta livre profissional produzido pela WWE e transmitido em formato pay-per-view e pelo WWE Network que ocorreu em 25 de fevereiro de 2018 na T-Mobile Arena na Grande Las Vegas em Paradise, Nevada e que contou com a participação dos lutadores do programa Raw. Este foi o oitavo evento da cronologia do Elimination Chamber e o último pay-per-view exclusivo do Raw, de modo que todos os eventos futuros serão interpromocionais a partir do WrestleMania 34. O evento de 2018 foi o primeiro a ter uma luta Elimination Chamber com sete lutadores e a incluir uma luta Elimination Chamber feminina.

## Antes do evento
Elimination Chamber teve combates de luta livre profissional de diferentes lutadores com rivalidades e histórias pré-determinadas que se desenvolveram no no Raw – programa de televisão da WWE, tal como no programa transmitido pelo WWE Network – Main Event. Os lutadores interpretaram um vilão ou um mocinho seguindo uma série de eventos para gerar tensão, culminando em várias lutas.
No Royal Rumble, Shinsuke Nakamura venceu a luta Royal Rumble masculina e decidiu continuar no SmackDown para lutar pelo Campeonato da WWE na WrestleMania 34. Isso fez com que Brock Lesnar, que no mesmo evento reteve seu Campeonato Universal em uma luta triple threat contra Braun Strowman e Kane, ficasse sem um oponente na WrestleMania. Em resposta, o Gerente Geral do Raw Kurt Angle marcou uma luta Elimination Chamber para determinar o desafiante ao Campeonato Universal na WrestleMania. Seis lutas qualificatórias foram marcadas. As três primeiras ocorreram no episódio do Raw em 29 de janeiro. Na primeira, Strowman derrotou Kane em uma luta Last Man Standing para garantir uma vaga. Kane foi levado para um centro médico local após a luta. Elias então se classificou ao derrotar "Woken" Matt Hardy depois de uma distração de Bray Wyatt, e o agente livre John Cena derrotou Finn Bálor para se classificar. Na semana seguinte, Elias derrotou Cena e Strowman em uma luta triple threat que determinou quem seria o último a entrar no combate. No mesmo episódio, Roman Reigns e o Campeão Intercontinental The Miz se classificaram após derrotar Wyatt e Apollo Crews (cujo nome de ringue foi mais tarde encurtado para Apollo), respectivamente. No episódio seguinte, Cena derrotou The Miz em uma luta onde o perdedor entraria no combate primeiro. Após isso, iria ocorrer uma luta fatal 4-way entre Bálor, Wyatt, Hardy e Apollo que determinaria o último classificado e que daria aos lutadores uma segunda chance. Porém, Angle adicionou Seth Rollins, e fez uma luta fatal 5-way. Ambos Rollins e Bálor fizeram o pin em Wyatt simultaneamente, e foi decidido que os dois iriam estar na luta Elimination Chamber, fazendo esse ser o primeiro combate deste tipo envolvendo sete lutadores. Na semana seguinte, todos os sete lutadores participaram de uma luta Gauntlet que começou com Reigns e Rollins. Reigns foi eliminado e seguidamente Cena também. Elias então eliminou Rollins, mas acabou sendo eliminado por Bálor, que foi eliminado por The Miz. Strowman venceu a luta Gauntlet após derrotar The Miz no que foi a maior luta da história da WWE, durando quase duas horas.
Em 29 de janeiro no episódio do Raw, a Comissária Stephanie McMahon convenceu Asuka, que venceu a primeira luta Royal Rumble feminina na noite anterior no Royal Rumble, a esperar até o Elimination Chamber para desafiar alguém por algum título na WrestleMania 34, após a Campeã Feminina do Raw Alexa Bliss ser programada para defender seu título na primeira luta Elimination Chamber feminina da história. Na semana seguinte, o Gerente Geral do Raw Kurt Angle anunciou que Bayley, Mandy Rose, Mickie James, Sasha Banks e Sonya Deville iriam ser as outras competidoras no combate. Bliss então apareceu e questionou Angle sobre por que ela teria que defender seu título na luta Elimination Chamber enquanto o Campeão Universal Brock Lesnar não e acusou Angle de sexismo. Angle retrucou que Lesnar reteve seu título no Royal Rumble, mas Bliss não defendeu seu título desde o TLC: Tables, Ladders & Chairs em outubro. Bliss então disse que não era ela quem marcava os combates. Angle então pediu para o público responder se Bliss deveria ou não defender seu título, e o público concordou que deveria. Na semana seguinte, Bayley derrotou Banks, e Rose e Deville derrotaram Bliss e James, com quem Bliss tentou fazer amizade. No episódio seguinte, Bayley, Banks e James derrotaram Bliss, Rose e Deville por submissão, com as mulheres brigando após o combate.
Em 15 de janeiro no episódio do Raw, Asuka derrotou Nia Jax depois do árbitro encerrar a luta após Jax ficar incapaz de competir. Ambas lutadoras competir na primeira luta Royal Rumble feminina no Royal Rumble, que Asuka venceu e conquistou o direito de escolher lutar pelo Campeonato Feminino do Raw ou pelo Campeonato Feminino do SmackDown na WrestleMania 34. Em 5 de fevereiro no episódio do Raw, o Gerente Geral do Raw Kurt Angle anunciou que Jax iria enfrentar Asuka no Elimination Chamber e que se ela derrotasse a mesma, seria adicionada na luta de Asuka pelo título na WrestleMania com a luta se tornando uma luta triple threat. Na semana seguinte, depois de uma luta entre Bayley e Sasha Banks, Jax ambas as lutadoras para enviar uma mensagem á Asuka. Enquanto subia a rampa, ela afirmou que seria a única á acabar com a invencibilidade de Asuka. Na semana seguinte, Jax atacou Asuka durante uma entrevista com Renee Young.
Após a vitória de Asuka na luta Royal Rumble no Royal Rumble, a ex-extrela do UFC Ronda Rousey fez uma aparição e interrompeu Asuka, a Campeã Feminina do Raw Alexa Bliss e a Campeã Feminina do SmackDown Charlotte Flair. A aparição de Rousey confirmou que ela havia assinado um contrato em tempo integral com a WWE. Em 12 de fevereiro no episódio do Raw, foi anunciado que Rousey iria assinar seu contrato com o Raw no Elimination Chamber.
Após ser derrotado em uma rivalidade com Elias, Matt Hardy foi derrotado por Bray Wyatt em 27 de novembro de 2017 no episódio do Raw. Após o combate, Hardy teve uma "quebra mental" onde ele ficou no córner e repetidamente gritou "delete" e fez um gesto com o braço. Esta seria a gênese da transição de Hardy para "Woken" Matt Hardy (versão da WWE para "Broken" personagem do Impact Wrestling), onde estreou com o personagem na semana seguinte, interrompendo uma promo de Wyatt. Durante o mês seguinte, os dois fizeram várias promos bem como alguns confrontos no ringue, com os dois finalmente tendo seu combate no Raw 25 em 22 de janeiro de 2018 na qual Wyatt novamente derrotou Hardy. Os dois se confrontaram na luta Royal Rumble, onde eliminaram um ao outro. Em 19 de fevereiro no episódio do Raw, outra luta entre os dois foi marcada para o Elimination Chamber.
Antes do Royal Rumble, Titus Worldwide (Apollo e Titus O'Neil) conseguiram duas vitórias consecutivas sobre os desafiantes principais Cesaro e Sheamus, que no Royal Rumble, conquistaram o Campeonato de Duplas do Raw de Jason Jordan e Seth Rollins para baterem o recorde de mais conquistas do título com quatro, e fazendo de Cesaro cinco vezes campeão, batendo também o recorde de reinados individuais. Titus Worldwide recebeu sua oportunidade pelo título no Raw após o Royal Rumble, mas foram derrotados. Cesaro e Sheamus também mantiveram seu título na revanche contratual contra Jordan e Rollins, onde Roman Reigns substituiu um lesionado Jordan. Em 19 de fevereiro no episódio do Raw, Titus Worldwide tiveram outra luta sem o título em jogo contra Cesaro e Sheamus onde derrotaram os campeões. Depois, eles desafiaram Cesaro e Sheamus pelo Campeonato de Duplas do Raw no Elimination Chamber por estarem com 3-1 contra os campeões. Em 23 de fevereiro, foi anunciado que Cesaro e Sheamus iriam enfrentar Titus Worldwide pelo Campeonato de Duplas do Raw no Elimination Chamber.
Em 23 de fevereiro, uma luta de duplas entre Luke Gallows e Karl Anderson e The Miztourage (Bo Dallas e Curtis Axel) foi marcada para o pré-show do Elimination Chamber.

## Resultados
| Nº                                          | Resultados                                                                                          | Estipulações                                                                                            | Tempo |
| ------------------------------------------- | --------------------------------------------------------------------------------------------------- | --- | ----- |
| Pré- show                                   | Luke Gallows e Karl Anderson derrotaram The Miztourage (Bo Dallas e Curtis Axel)                    | Luta de duplas                                                                                          | 8:50  |
| 1                                           | Alexa Bliss (c) derrotou Bayley, Mandy Rose, Mickie James, Sasha Banks e Sonya Devilleeliminações   | Luta Elimination Chamber pelo Campeonato Feminino do Raw                                                | 29:35 |
| 2                                           | Cesaro e Sheamus (c) derrotaram Titus Worldwide (Apollo e Titus O'Neil) (com Dana Brooke)           | Luta de duplas pelo Campeonato de Duplas do Raw                                                         | 10:05 |
| 3                                           | Asuka derrotou Nia Jax                                                                              | Luta individual; se Jax ganhasse ela seria adicionada à luta de Asuka pelo título no WrestleMania 34    | 8:15  |
| 4                                           | "Woken" Matt Hardy derrotou Bray Wyatt                                                              | Luta individual                                                                                         | 9:55  |
| 5                                           | Roman Reigns derrotou Braun Strowman, Seth Rollins, Finn Bálor, Elias,John Cena, The Mizeliminações | Luta Elimination Chamber para determinar o desafiante ao Campeonato Universal da WWE no WrestleMania 34 | 40:15 |
| (c) – Refere-se aos campeões antes da luta. | | |       |

↑Eliminações na luta Elimination Chamber pelo Campeonato Feminino do Raw 
| Eliminado | Lutadora        | Entrada | Eliminada por | Método da eliminação | Tempo |
| --------- | --------------- | ------- | ------------- | -------------------- | ----- |
| 1         | Mandy Rose      | 3       | Sasha Banks   | Bank Statement       | 13:50 |
| 2         | Sonya Deville   | 1       | Mickie James  | Lou Thesz Press      | 17:35 |
| 3         | Mickie James    | 5       | Bayley        | Bayley to Belly      | 18:00 |
| 4         | Bayley          | 2       | Alexa Bliss   | Rolling Pin          | 25:30 |
| 5         | Sasha Banks     | 4       | Alexa Bliss   | Hanging DDT          | 29:35 |
| Vencedora | Alexa Bliss (c) | 6       | N/A           | N/A                  | 29:35 |

↑Eliminações na luta Elimination Chamber masculina 
| Eliminado | Lutador        | Entrada | Eliminado por  | Método da eliminação | Tempo |
| --------- | -------------- | ------- | -------------- | -------------------- | ----- |
| 1         | The Miz        | 1       | Braun Strowman | Running Powerslam    | 20:20 |
| 2         | Elias          | 7       | Braun Strowman | Powerslam            | 25:55 |
| 3         | John Cena      | 4       | Braun Strowman | Powerslam            | 26:25 |
| 4         | Finn Bálor     | 3       | Braun Strowman | Powerslam            | 31:03 |
| 5         | Seth Rollins   | 2       | Braun Strowman | Powerslam            | 36:40 |
| 6         | Braun Strowman | 6       | Roman Reigns   | Spear                | 40:15 |
| Vencedor  | Roman Reigns   | 5       | N/A            | N/A                  | 40:15 |